# Bent's Old Fort National Historic Site

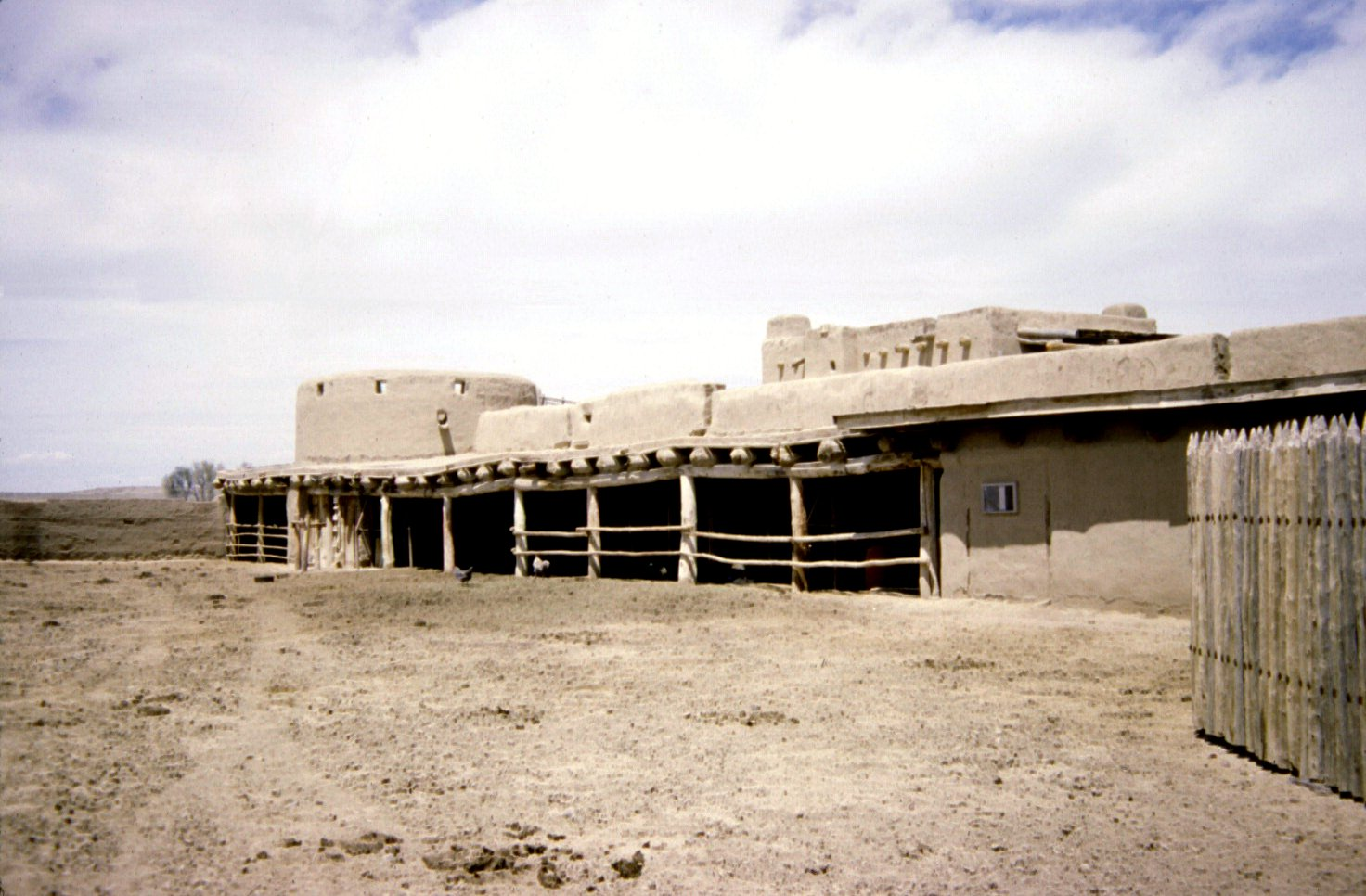
Bent's Old Fort

Bent's Old Fort (a volte chiamato Fort William) è una fortezza del 1833 situata nella contea di Otero in Colorado sudorientale. William e Charles Bent, con Ceran St. Vrain, costruirono la fortezza per commerciare con Cheyenne meridionali, Arapaho e trapper gli oggetti di bisonte. Per buona parte dei 16 anni in cui fu utilizzato, fu l'unica installazione permanente lungo il Santa Fe Trail tra il Missouri e gli insediamenti messicani. Fu distrutto in circostanze misteriose nel 1849.
L'area fu dichiarata parco nazionale storico gestito dal National Park Service il 3 giugno 1960. Fu poi dichiarato National Historic Landmark il 19 dicembre dello stesso anno.
La fortezza fu ricostruita ed aperta al pubblico.

## Storia
La fortezza in adobe divenne velocemente il centro dell'impero commerciale di Bent, St. Vrain Company, che comprendeva Fort Saint Vrain a nord, Fort Adobe a sud e magazzini in Nuovo Messico a Taos e Santa Fe. Il commercio principale fu con Cheyenne meridionali e Arapaho per gli abiti in pelle di bisonte.
Dal 1833 al 1849 la fortezza fu una stazione di sosta lungo il Santa Fe Trail. Era l'unico insediamento permanente non sotto la giurisdizione ed il controllo dei nativi o dei messicani. Lo United States Army, esploratori ed altri viaggiatori vi si fermavano per fare rifornimento di acqua e cibo, e per fare la necessaria manutenzione alle loro carrozze. Il pioniere statunitense Kit Carson fu assunto come cacciatore dai fratelli Bent nel 1841, e visitò con regolarità la fortezza. Allo stesso modo l'esploratore John Charles Frémont usò la fortezza come quartier generale e come rifornimento per le proprie spedizioni. Durante la guerra messico-statunitense del 1846 la fortezza divenne la sede dell'Armata dell'Ovest del colonnello Stephen Watts Kearny.
Ralph Emerson Twitchell scrisse:
(Ralph Emerson Twitchell)

## Distruzione
Nel 1849 un'epidemia di colera colpì l'Oklahoma e gli indiani delle pianure, per cui William Bent abbandonò Bent's Fort e si trasferì nel suo quartier generale a nord a Fort Saint Vrain lungo il South Platte. Quando tornò a sud nel 1852, dopo aver recuperato quello che poteva, bruciò la fortezza e trasferì i propri affari alla trading post di Big Timbers, nei pressi dell'odierna Lamar (Colorado). In seguito, nell'autunno del 1853, Bent iniziò la costruzione di una fortezza in pietra sulla scogliera sopra Big Timbers, Bent's New Fort, dove operò il commercio fino al 1860 quando l'edificio fu affittato agli Stati Uniti d'America e rinominato Fort Wise. Fu qui che fu firmato il trattato di Fort Wise il 18 febbraio 1861 tra Stati Uniti ed alcuni capi Cheyenne e Arapaho. Il vecchio Fort Lyon, come Fort Wise fu poi chiamato nel 1862, fu costruito in legno dai soldati nel 1860 circa 800 metri ad ovest del fiume Arkansas. Fu abbandonato e sostituito dal nuovo Fort Lyon nei pressi dell'odierna Las Animas nel 1867.
Quando la fortezza fu ricostruita nel 1976, la sua autenticità era basata su scavi archeologici, dipinti e schizzi del tempo, diari ed altre fonti storiche contemporanee

## Nella cultura di massa
La fortezza fu il se dei primi episodi della miniserie western della CBS Una storia del West (1979–1980). Nel romanzo del 1982 di George MacDonald Fraser intitolato Flashman and the Redskins l'antieroe Flashman viene presentato nella distruzione di Bents' Fort.. Bent's Fort compare brevemente nel romanzo intitolato Lonesome Dove col quale Larry McMurtry vinse il premio Pulitzer nel 1985, e nell'adattamento televisivo del 1989 vincitore di un premio Emmy Colomba solitaria.
Il Bent's Fort della primavera del 1834 è l'ambientazione del romanzo di Terry Johnston del 1988 One-Eyed Dream.

## Galleria d'immagini

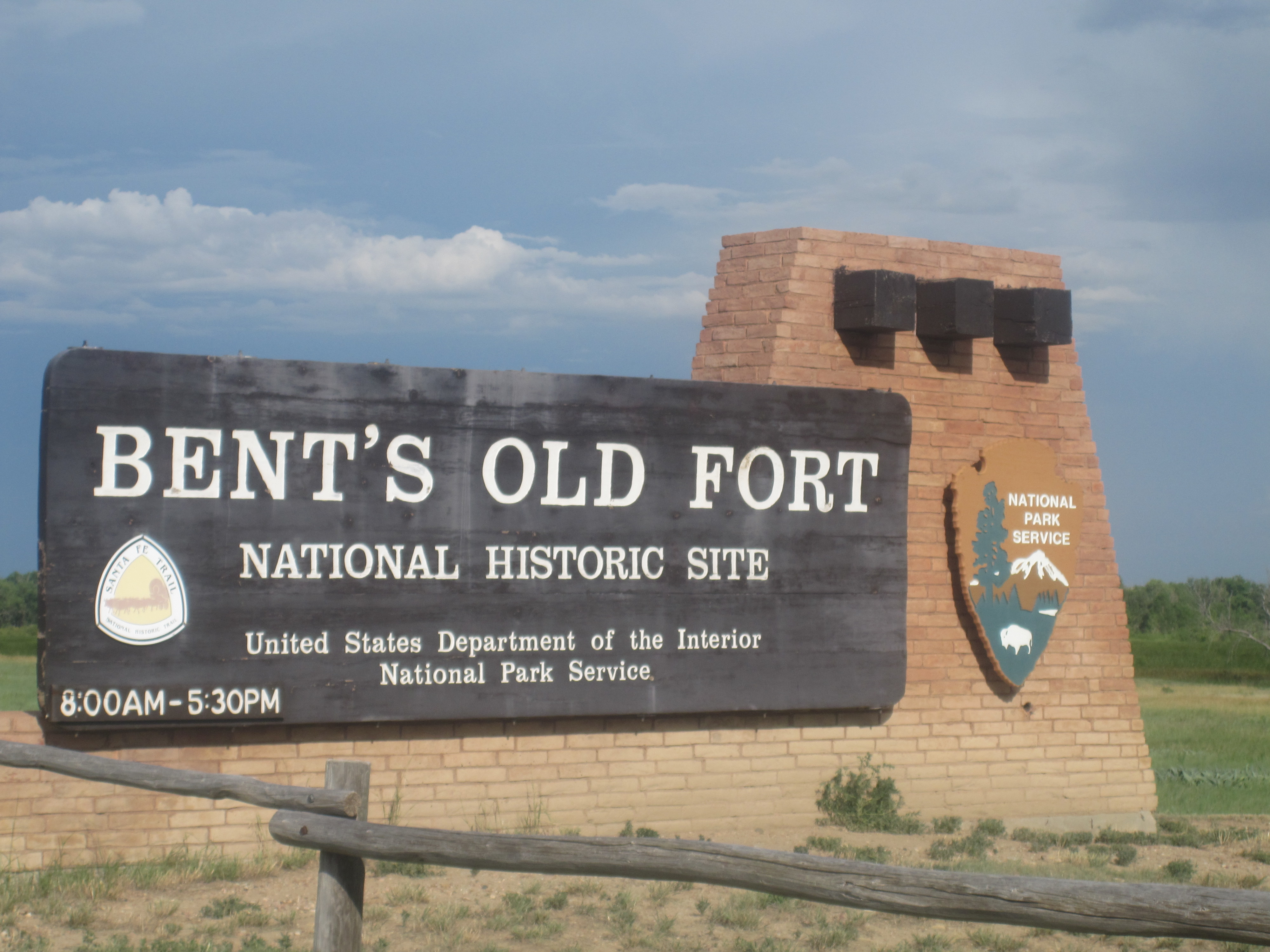
Insegna all'entrata di Bent's Old Fort nella contea di Otero
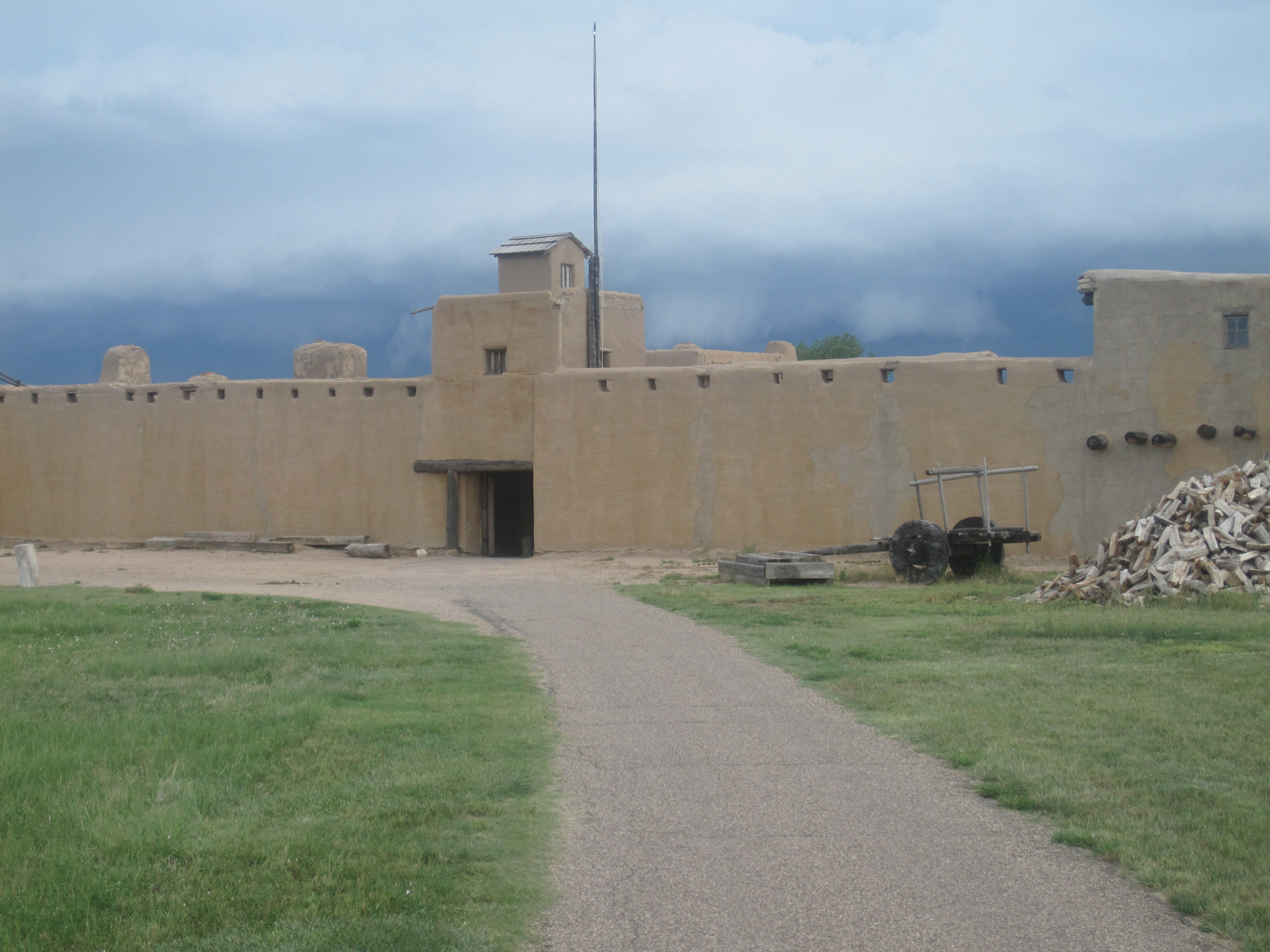
Vista esterna di Bent's Old Fort
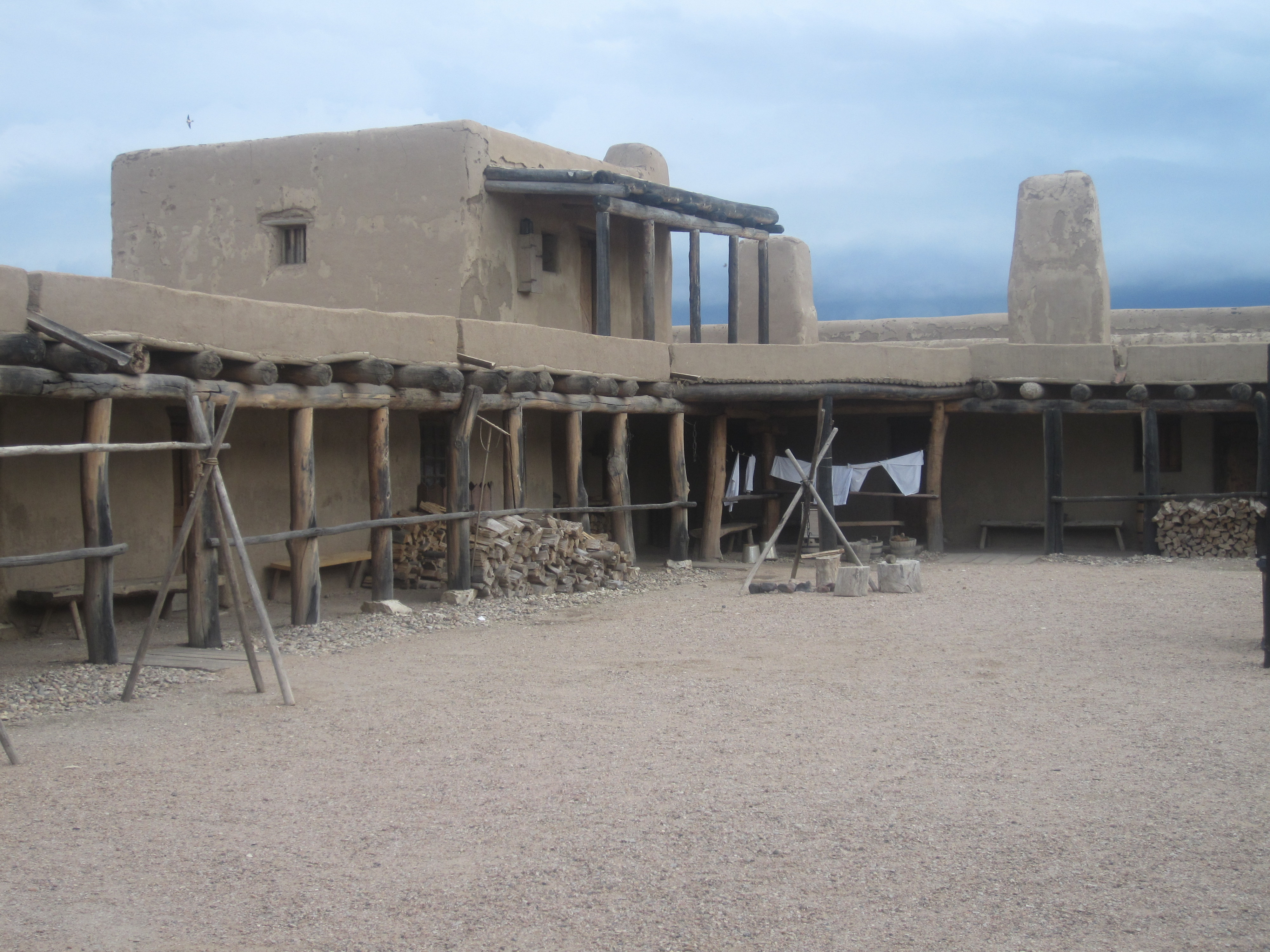
I "gentiluomini" che si fermavano presso il forte mentre percorrevano il Santa Fe Trail alloggiavano i queste camere
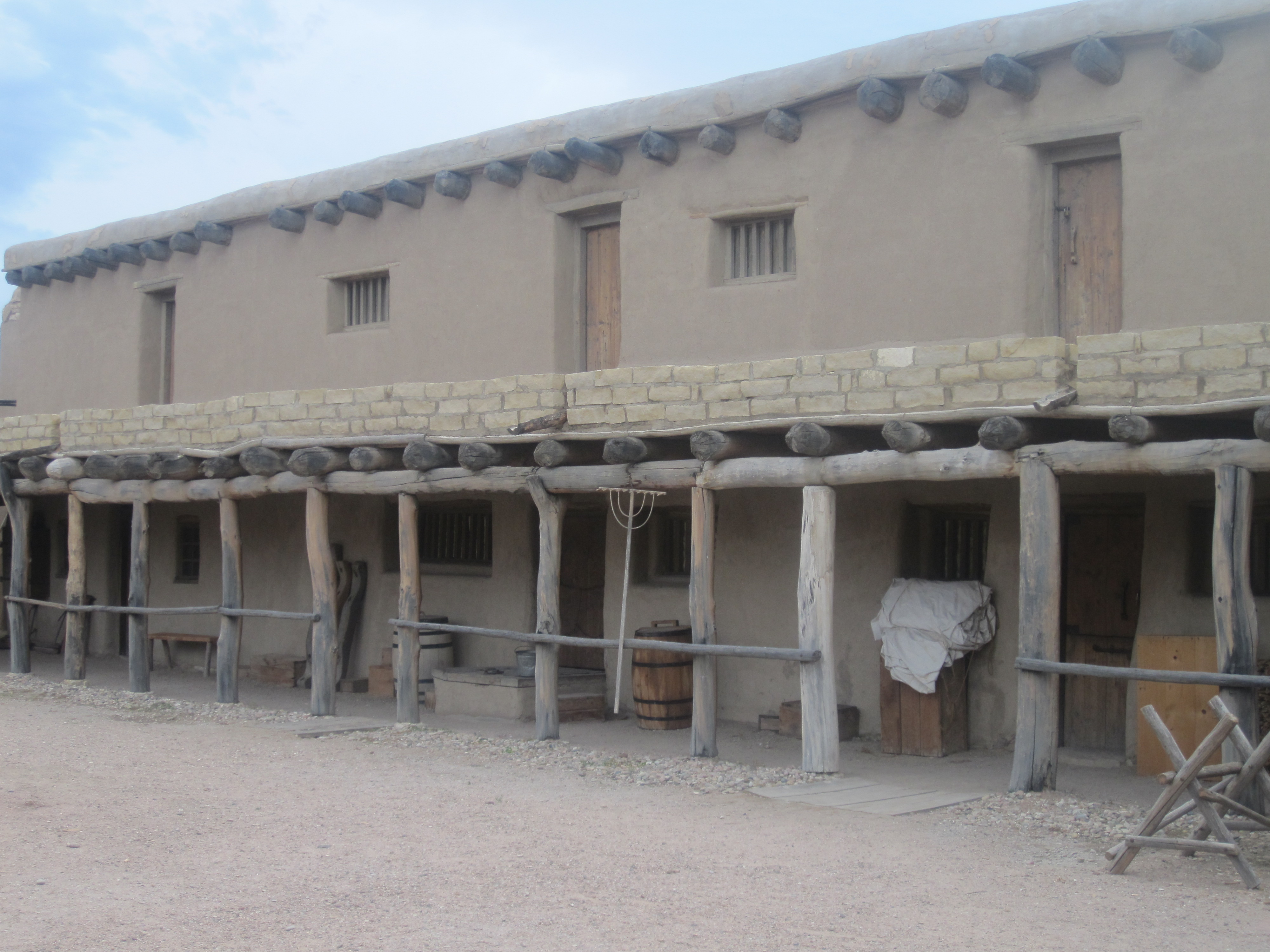
Fila di camere sul lato destro della fortezza
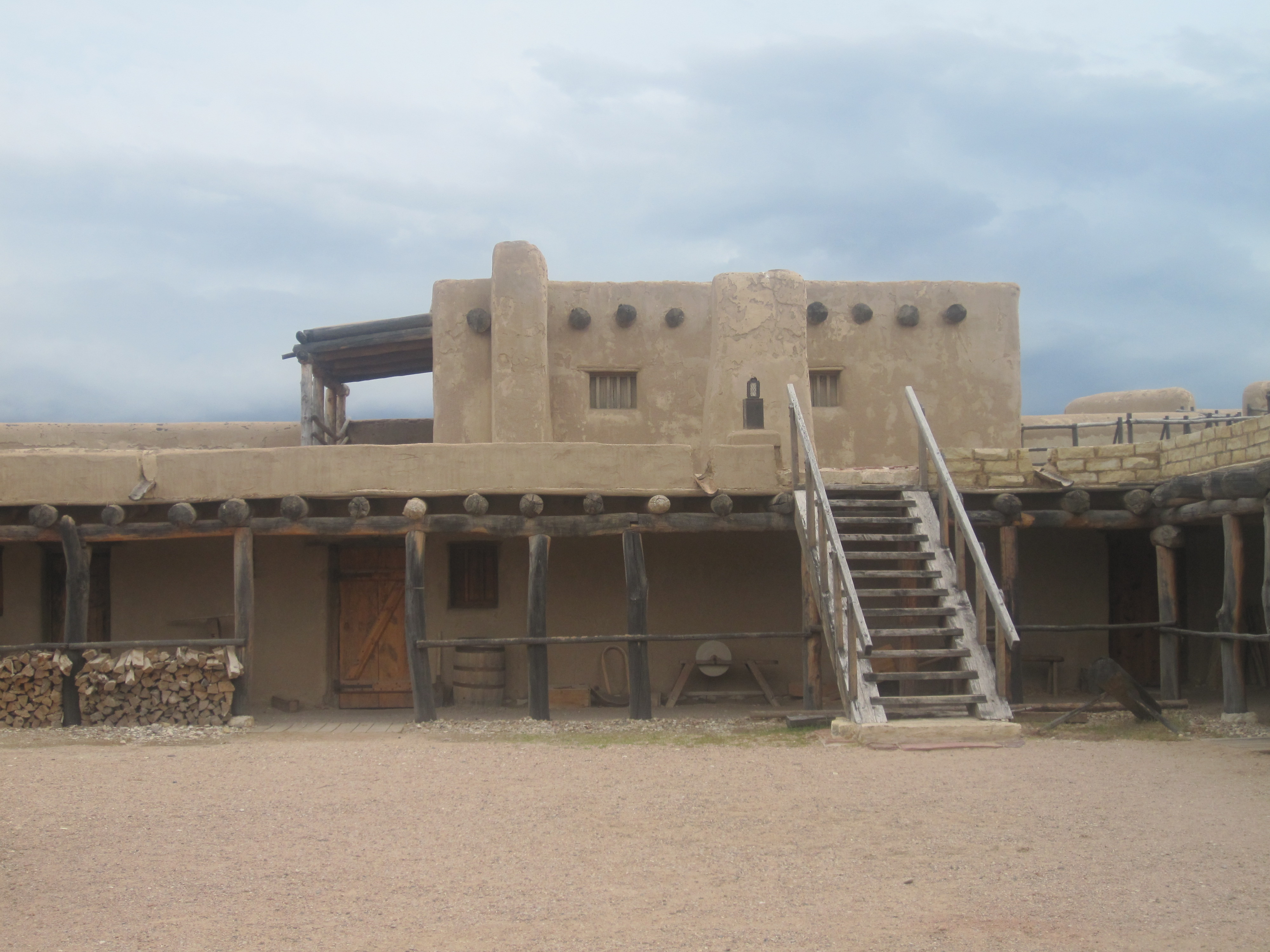
Sala di biliardo situata al secondo piano
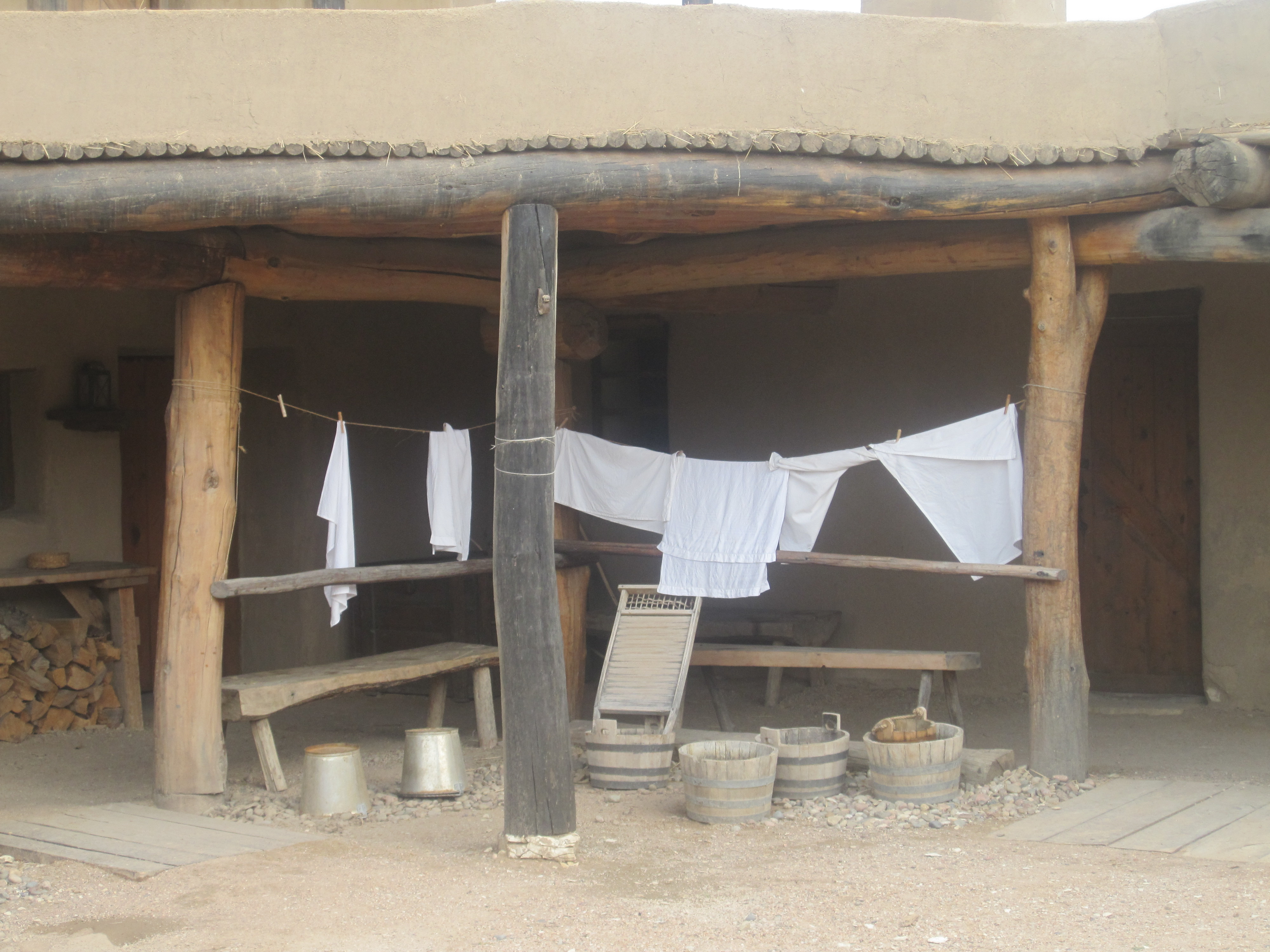
Lavanderia a Bent's Old Fort
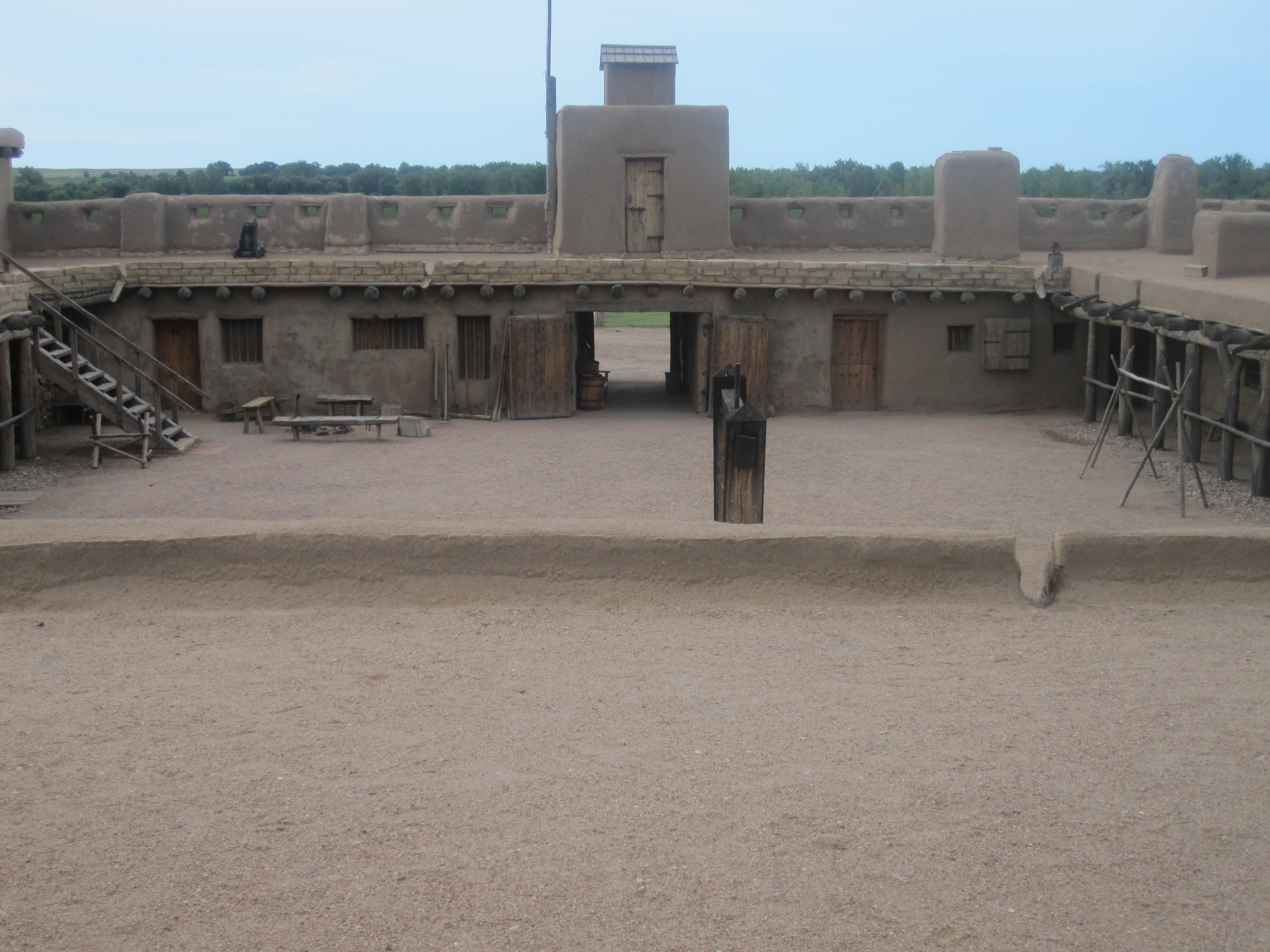
Entrata vista da dentro il Bent's Old Fort